# Басан (Еро)
Басан (фр. Bassan) је насеље и општина у јужној Француској у региону Лангдок-Русијон, у департману Еро која припада префектури Безје.
По подацима из 2011. године у општини је живело 1.726 становника, а густина насељености је износила 254,2 становника/km². Општина се простире на површини од 6,79 km². Налази се на средњој надморској висини од 136 метара (максималној 102 m, а минималној 53 m).

## Демографија
| 1962. | 1968. | 1975. | 1982. | 1990. | 1999. | 2011. |
| ----- | ----- | ----- | ----- | ----- | ----- | ----- |
| 614   | 735   | 802   | 1.097 | 1.353 | 1.454 | 1.726 |

График промене броја становника у току последњих година